# Griff
Griff  è una serie televisiva statunitense in 13 episodi trasmessi per la prima volta nel corso di una sola stagione dal 1973 al 1974.

## Trama
Wade "Griff" Griffin è un ex ufficiale di polizia che è diventato un detective privato.

## Personaggi
- Wade Griffin (13 episodi, 1973-1975), interpretato da	Lorne Greene.
- capitano Barney Marcus, interpretato da	Vic Tayback.
- Mike Murdoch, interpretato da	Ben Murphy.
- Gracie Newcombe, interpretato da Patricia Stich.

## Produzione
La serie fu prodotta da Groverton Productions e Universal TV e girata negli studios della Universal a Universal City in California.

### Registi
Tra i registi della serie sono accreditati:
- Lewis Allen (2 episodi, 1973-1974)
- Walter Doniger (2 episodi, 1973)
- Lou Antonio
- Arnold Laven

## Distribuzione
La serie fu trasmessa negli Stati Uniti dal 1973 al 1974 sulla rete televisiva ABC.

## Episodi
| Stagione       | Episodi | Prima TV USA |
| -------------- | ------- | ------------ |
| Prima stagione | 13      | 1973-1974    |